# Kraljevina Velika Britanija
Kraljevina Velika Britanija, uradno Velika Britanija, je bila suverena država v zahodni Evropi od leta 1707 do konca leta 1800. Država je bila ustanovljena s Pogodbo o uniji iz leta 1706 in ratificirana z akti o uniji iz leta 1707, ki je združil kraljevini Anglijo (ki je vključevala Wales) in Škotsko v enotno kraljestvo, ki je obsegalo celoten otok Veliko Britanijo in njene obrobne otoke, z izjemo otoka Man in Kanalskih otokov. Unitarno državo je upravljal en sam parlament v Westminstrski palači, vendar sta ostala v uporabi ločena pravna sistema - angleško in škotsko pravo.
Nekdanji ločeni kraljestvi sta bili v osebni uniji od leta 1603 »zveze kron«, ko je Jakob VI. Škotski postal kralj Anglije in kralj Irske. Od Jakobove vladavine, ki se je prvi imenoval »kralj Velike Britanije«, sta angleški in škotski parlament večkrat poskušala skleniti politično unijo med dvema celinskima britanskima kraljestvoma in sta jo prekinila. Kraljica Ana (vladala 1702–1714) ni dala jasnega protestantskega dediča in je ogrozila nasledstveno linijo, saj so se zakoni o nasledstvu v obeh kraljestvih razlikovali in ogrožala vrnitev rimskokatoliške družine Stuart na prestol Škotske, izgnan v Slavni revoluciji leta 1688.
Nastalo kraljestvo je bilo v zakonodajni in personalni uniji s Kraljevino Irsko od svojega začetka, vendar se je parlament Velike Britanije uprl zgodnjim poskusom vključitve Irske v politično unijo. Prva leta novo združenega kraljestva so zaznamovala jakobitska vstaja, zlasti jakobitska vstaja leta 1715. Relativna nezmožnost ali nesposobnost hanovrskih kraljev je povzročila povečanje pooblastil parlamenta in novo vlogo, vlogo 'predsednika vlade', se je pojavil v času razcveta Roberta Walpola. Gospodarsko krizo »južnega morskega mehurčka« je povzročil propad družbe South Sea Company, zgodnje delniške družbe. Pohodi jakobitizma so se leta 1746 končali s porazom za stvar Stuartov.
Hanovrska linija monarhov je dala imena jurijevski dobi in izraz jurijski se običajno uporablja v kontekstu družbene in politične zgodovine za jurijevsko arhitekturo. Izraz avgustinska literatura se pogosto uporablja za avgustejsko dramatiko, avgustejsko poezijo in avgustejsko prozo v obdobju 1700–1740. Izraz Augustan se nanaša na priznanje vpliva klasične latinščine iz starega Rimskega cesarstva.
Zmaga v sedemletni vojni je vodila do prevlade Britanskega imperija, ki naj bi za več kot stoletje postal najpomembnejša svetovna sila. Velika Britanija je obvladovala Indijsko podcelino s trgovinsko in vojaško širitvijo Vzhodnoindijske družbe v kolonialni Indiji. V vojnah proti Franciji je pridobila nadzor nad Zgornjo in Spodnjo Kanado, do poraza v ameriški vojni za neodvisnost pa je imela oblast tudi nad trinajstimi kolonijami. Od leta 1787 je Britanija začela kolonizacijo Novega Južnega Walesa z odhodom prve flote v procesu kazenskega prevoza v Avstralijo. Britanija je bila vodilna vojskujoča stran v francoskih revolucionarnih vojnah.
Velika Britanija je bila združena v Združeno kraljestvo Velike Britanije in Irske 1. januarja 1801 z akti o uniji iz leta 1800, ki sta jih sprejeli Velika Britanija in Irska pod Jurijem III., da bi z njim združili Kraljevino Irsko.

## Nastanek države
Leta 1702 je zasedla angleški prestol Ana Angleška, zadnja predstavnica Stuartov. Z ratifikacijama angleškega in škotskega parlamenta je Ana leta 1707 združila svojo državo s Škotsko kraljevino ter s tem ustanovila Veliko Britanijo. Sestavljali so jo otok Velika Britanija in drugi manjši otoki Anglije in Škotske, z izjemo otoka Man in Kanalskih otokov. Ana, zadnja vladarica Kraljevine Anglije, je postala prva kraljica Velike Britanije.
Ustanovni listini nove države izrecno določata ime Velika Britanija, in sicer Britanija kot je bila dežela skozi zgodovino imenovana po prvotnih prebivalcih Britih, velika pa za razločitev od celinske Bretanije. 
Združenje kraljevin je bilo sicer pogodba med močno Anglijo in šibko Škotsko, vendar ugodna za obe strani. Anglija je uresničila svoj glavni namen, to je politično pridobitev Škotske, saj bi v slučaju neodvisnosti od angleške krone Škotska lahko sklepala zavezništva s sovražnimi državami. Škotska kraljevina je sicer skušala uveljaviti svojo besedo pri nasledstvu, vendar je bil njen primarni cilj sprostitev trgovine in pomorstva, ker je bilo dejansko od tega odvisno preživetje prebivalstva. Skupna država je tako bila odgovor na pričakovanja obeh strani, čeprav je bila nova administracija urejena v prid Angležev: sedeži v novem parlamentu so bili namreč dodeljeni nesorazmerno, tako da glasovi vseh škotskih predstavnikov skupaj niso bili dovolj za kljubovanje angleški večini.  Zaradi tega in tudi zaradi zavesti, da Anglija gmotno podkupuje škotske oblastnike, je bilo škotsko ljudstvo nasprotno združitvi. Prišlo je do demonstracij v Edinburgu in Glasgowu. Podpis pogodbe je bil za ljudi uvajanje vojnega prava (imposition of martial law).

## Act of SettlementinAct of Security
Združitev kraljevin je zahtevala razne prilagoditve v javni upravi, pa tudi v politiki. Največ problemov je nastalo v zvezi z določanjem pravic do nasledstva na prestolu. 
Angleški parlament je že leta 1701 (torej leto pred smrtjo Viljema III.) odobril zakon o nasledstvu na angleškem in irskem prestolu, imenovan Act of Settlement, ki je med drugim priznaval pravico do nasledstva samo protestantskim naslednikom angleških kraljev. V odgovor je leta 1702 irski parlament izdal Act of Security, s katerim je zahteval, da se za nasledstvo kraljice Ane upoštevajo tudi protestantski potomci škotskih kraljev in ne samo angleških. Naslednjega leta je škotski parlament odpovedal davčne dajatve in zagrozil z odpoklicen kontingenta vojakov, ki je bil vključen v Marlboroughove čete na bojiščih španske nasledstvene vojne, dokler bi ne dobil kraljevega pristanka na Act of Security. V odgovor so Angleži prekinili trgovske zveze in prosto gibanje prebivalstva med državama do preklica akta. Razmere so se uredile leta 1707 s podpisom dogovora Acts of Union, ki je oba parlamenta združil v novonastali parlament Velike Britanije s sedežem v Westminstrski palači v Londonu. Razen političnih in administrativnih problemov je bilo rešeno tudi nasledstveno vprašanje. Angleži so dosegli priznanje Sofije Hannoverske, sestre Karla I. Angleškega, in njenih potomcev za naslednike na anglo-irskem prestolu. Škoti so pridobili ugodne trgovinske dogovore, najpomembnejši od katerih jim je dovoljeval dostop do prekomorskih trgov. Pripomniti le treba, da je utrditev trgovskega poslovanja pomenila za Škotsko predvsem politično emancipacijo, saj se je število poslancev v parlamentu tedaj določalo na podlagi davčnega priliva, se pravi da je boljše gospodarstvo povzročalo višjo obdavčitev in poslednično višanje števila predstavnikov v parlamentu.

## Nasledstvo na prestolu
Kakor je zahteval Act of Settlement, je po smrti kraljice Ane zasedel prestol Georg Ludwig von Hannover, sin že pokojne Sofije Hannoverske, z imenom Jurij I. Britanski. Vladal je do smrti leta 1727, ko ga je nasledil sin Georg Augustus z imenom Jurij II. Britanski (do smrti leta 1760). Po njegovi smrti je postal kralj njegov vnuk George William Frederick, prvi Hannover rojen na Angleškem, kot Jurij III. Britanski. Za časa Jurija III. je bila leta 1801 kraljevina združena s kraljevino Irsko in je tako postala Združeno kraljestvo Velike Britanije in Irske. Jurij III. je ostal na prestolu do smrti leta 1820, to je kar 60 let, s čimer je postal do tedaj najdlje vladajoči kralj.
Značilnost osemnajstega stoletja za angleško krono je postopni prehod oblasti od kraljev na parlament.  Vzroki so bili najprej skromna sposobnost vladanja kraljice Ane, ki se je vse pogosteje zanašala na dvorno spletkarjenje in na mnenja ministrov, nato nepopularni absolutizem njenega naslednika, navajenega na  nemške razmere, slednjič pa tudi družinski spori med Jurijem II. in njegovim sinom, kar je postavilo v ospredje dogajanj prve ministre, predvsem Roberta Walpole. Jurij III., ki se je moral soočati s težkimi vojnimi problemi in ameriško revolucijo, ni več mogel osebno odločevati o državni politiki: oblast je dejansko že bila v rokah parlamenta.

## Širitev kolonialnih posestev
V osemnajstem stoletju je bila Velika Britanija kolonialna velesila, v politični in gospodarski konkurenci s Francijo bodisi v Evropi kot predvsem v prekomorskih posestvih. Ko se je vnela španska nasledstvena vojna, je Velika Britanija sklenila zavezništvo z Združenimi Holandskimi provincami in Svetim rimskim cesarstvom proti Franciji. S koncem vojne 1713. je Velika Britanija pridobila Gibraltar, Minorko in večja ozemlja v Ameriki, kakor tudi več ugodnih trgovskih sporazumov. Posebno pomembno je bilo mednarodno priznanje pravice do nasledstva na kraljevem prestolu izključno protestantskim upravičencem. 
Vsekakor je v tej dobi Velika Britanija osvojila najpomembnejše pomorske zveze na svetu, kar je predstavljalo absolutno vojaško in trgovinsko prednost na morju in uveljavitev njene diplomacije v odnosih z Ameriko in daljnim vzhodom.  Čeprav sega pridobivanje kolonij, oziroma postopno širjenje ozemlja, še v 15. stoletje, lahko šele po nastanku kraljevine Velike Britanije govorimo o britanskem imperiju, ki je pozneje, na višku razvoja, obsegal skoraj tretjino svetovne površine. To je bilo mogoče prav zaradi britanske hegemonije na morju in uvedbe merkantilizma, ki sta glavni značilnosti britanskega gospodarstva v tem obdobju.
Pomembne kolonialne pridobitve je država dosegla s sedemletno vojno (1756-1763), ob koncu katere je Francija morala odstopiti Veliki Britaniji vsa ozemlja vzhodno od Misisipija in okrog Velikih jezer. Tem je treba prišteti še Florido, ki jo je Španija odstopila v zameno za francoska ozemlja zahodno od Misisipija. 
Britanci in Francozi so se medtem borili tudi na drugi strani sveta, v Indiji (karnatske vojne). Tudi tam je Francija morala popustiti; čeprav je formalno ohranila svoja trgovska oporišča, je morala priznati britansko upravo, s čimer je posredno sprejela nadoblast Velike Britanije. Dejansko je to pomenilo uvod v poznejšo osvojitev celotne Indije s strani britanskega imperija.
Leta 1770 je Velika Britanija proglasila za svojo last nedavno odkrito Avstralijo in Novo Zelandijo. Leta 1784 so dospeli tja prvi britanski naseljenci in po štirih letih prvi deportiranci v delovna taborišča.

## Ameriška revolucija
Velika Britanija je imela več kolonialnih posesti na ameriški celini, ki so sicer bila podvržena britanskemu davčnemu sistemu, a niso imela predstavnikov v parlamentu. Po sedemletni vojni so kolonije pričakovale razmah svoje trgovine proti bivšemu francoskemu ozemlju, a britanska vlada je s posebnim zakonom prepovedala razvoj trgovskih stikov s temi deželami. Uradno opravičilo je bila nevarnost spopadov z domačini, kar pa ni prepričalo lokalnih oblasti. Vrhu tega so Britanci, ki so doživljali resno finančno krizo, dodatno obdavčili razne vrste blaga, ki so ga morale kolonije uvažati, na primer papir, barvila in svinec. To so bili glavni vzrok, da se je leta 1730 trinajst kolonij uprlo in zahtevalo neodvisnost. Poznejši zgodovinarji ugotavljajo, da je bil temeljni vzrok ameriške revolucije prepričanje parlamenta, da ima popolno oblast nad pridobljenimi ozemlji, medtem ko so kolonije zagovarjale nepreklicno pravico do samoodločanja. Finančni in trgovinski problemi naj bi bili torej le izgovor za politično nasprotovanje.
Po raznih spopadih so se leta 1776 te kolonije osamosvojile in ustanovile Združene države Amerike. Mednarodno so bile priznane leta 1783, notranja politična uprava pa je bila urejena z ustavo leta 1787.

## Francoska revolucija
V času obstoja Velike Britanije se je odigrala francoska revolucija, ki je predstavljala nevarnost tudi za solidnost britanskega imperija. Po francoskem zgledu se je leta 1798 začela revolucija na Irskem, ki pa ni uspela: Britanci so v njej videli samo potrebo, da se ozemlje uradno priključi Veliki Britaniji, kar se je po nekaj letih tudi uresničilo. Z letom 1801 je stopil v veljavo dogovor o združenju med Veliko Britanijo in Irsko kraljevino, s čimer je nastala nova država Združeno kraljestvo Velike Britanije in Irske.